# Ołtarz Ansideich
Ołtarz Ansideich (również: Pala Ansidei) – obraz Rafaela z 1505 lub 1507 roku. Znajduje się w zbiorach National Gallery w Londynie.
Prace nad obrazem Rafael rozpoczął przed wyjazdem do Florencji w 1504 roku, zakończył je zaś podczas pobytu w Perugii w 1506. Obraz miał znaleźć się w kaplicy rodziny Ansideich w kościele San Florenzo dei Servitini w Perugii. W 1764 roku, podczas remontu kościoła, obraz został sprzedany malarzowi i marszandowi Gavinovi Hamiltonowi, który prowadził zakup w imieniu angielskiego arystokraty Roberta Spencera. Ten podarował obraz swojemu bratu, księciu Marlborough. W 1885 roku obraz trafił do National Gallery w Londynie.
Ołtarz przedstawia centralnie umieszczoną Madonnę na tronie zwieńczonym baldachimem. Na tronie znajduje się inskrypcja w języku łacińskim Salve mater Christi (Witaj, Matko Chrystusa). Madonna uczy Dzieciątka czytać. Jan Chrzciciel stojący po lewej stronie tronu ma na sobie szaty namalowane różnymi odcieniami czerwieni. Wzrok kieruje w stronę kryształowego krzyża. Po drugiej stronie tronu stoi pogrążony w lekturze św. Mikołaj. Sklepienie wieńczące powstało pod wpływem wzorów architektury florenckiej.
Panele do ołtarza zaginęły. Prawdopodobnie przedstawiały Jana Chrzciciela lub św. Mikołaja.
Kompozycja dzieła może nawiązywać Ołtarzu Decemviri Perugina (ok. 1495–1496) lub do kaplicy Świętego Onufrego w katedrze w Perugii Luki Signorellego.